# Juan Rosario Mazzone
Juan Rosario Mazzone (nacido en 1953) es un político y productor agropecuario argentino que se desempeñó como intendente de la localidad de El Bordo, en la provincia de Salta, en dos oportunidades hasta que fue involucrado en un escándalo sexual con menores de edad. Fue sometido a juicio político y destituido de su cargo, enfrentándose actualmente a cargos legales de abuso sexual infantil.

## Biografía

### Carrera
En 2003 creó un partido vecinal y fue elegido intendente de la localidad de El Bordo, desempeñándose hasta 2007. En 2011 se alió a Juan Manuel Urtubey y fue reelecto en el cargo. Su segunda gestión como intendente inició con problemas económicos en su municipio.
Previo a ello, entre 1995 y 1997 fue concejal de El Bordo y entre 2007 y 2011 fue diputado provincial.

### Vida personal
Mazzone dijo que tiene 11 hijos con nueve mujeres distintas. Una de ellas había sido contratada en el Registro Civil de la localidad, pero fue despedida por el interventor del municipio porque no desempeñaba tareas ni cumplía funciones.

### Escándalo sexual
Un usuario de Facebook publicó varias fotos del intendente el 7 de enero de 2015, en ropa interior abrazado a una joven menor de edad semidesnuda. También publicó fotografías de otras jóvenes de entre 15 y 17 años de edad semidesnudas en la propiedad de Mazzone. El diario La Gaceta de la Ciudad de Salta tuvo una entrevista inmediata con Mazzone, quien confirmó que las fotos eran reales. Mazzone afirmó que había prestado su casa para las celebraciones de fin de año. El escándalo estalló poco después. Mazzone afirmó que las niñas vestían ropa interior porque eran pobres y no tenían trajes de baño. También dijo que estaba sin camisa porque hacía calor, e incluso denunció que algunas fotos habían sido modificadas.
El concejo deliberante local, compuesto por cinco miembros, interrumpió sus vacaciones de verano y trató el caso el 12 de enero. Prefirieron iniciar un juicio político en contra de Mazzone, en lugar de pedir al gobernador de Salta una intervención provincial. Ellos ya tenían este tipo de proyectos desde antes del escándalo, en relación con los casos de corrupción del exintendente desde agosto de 2014. Posteriormente, se hizo la solicitud de intervención de todos modos, que fue aprobada por ambas cámaras de la legislatura de la provincia de Salta, por una mayoría importante. Mazzone fue destituido de su cargo y el concejo deliberante fue cerrado. Matías Assennato fue designado interventor por parte del gobernador provincial y siendo aprobado por la legislatura provincial.
Al mismo tiempo comenzó una investigación judicial por el caso de Mazzone. El juez Antonio Pastrana encabezó el juicio de abuso sexual y corrupción de menores contra Mazzone, Manuel Santiago Amador y Eliseo Elías Valdez. El fiscal Ramiro Ramos Osorio, de la localidad de General Güemes, mencionó que una de las jóvenes le dijo que se le ofreció dinero a cambio de relaciones sexuales durante la fiesta. La joven también dijo que la habían amenazado con decir que Mazzone estaba con su familia, y vestía pantalones. Dijo que Mazzone había estado bebiendo alcohol todo el momento, que él quería jugar un juego sexual llamado «el tiburón», y negó la afirmación de Mazzone sobre el uso de ropa interior. Las niñas recibieron una protección de testigos parcial, pero no permanente.
El fiscal investigó el teléfono celular de una de las chicas, y recuperó 19 fotos eliminadas, de las cuales todas muestran personas en ropa interior. No se encontraron fotos de otras personas en la piscina, o compartiendo un asado, como pretendía la defensa de Mazzone. La verdadera identidad del usuario de Facebook que publicó las primeras fotos se desconoce, ya que su cuenta fue creada y luego borrada en solo 18 horas, y la empresa solamente revela información privada en los casos de tráfico de drogas ilegales o de la trata de personas.
Mazzone también fue denunciado de malversar fondos públicos, discriminar a un concejal por ser hijo de bolivianos, usurpar tierras privadas y construir allí viviendas sociales, además de amenazar de muerte a una familia de su localidad. Además, la Administración Federal de Ingresos Públicos (AFIP) hallanó sus todas fincas, encontrando casos de precariedad laboral, ya que los trabajadores cobraban 150 pesos por trabajar una jornada de 16 horas.
Tras el escándalo y renuncia al cargo, se retiró de la actividad política pese a que había anunciado que se presentaría como candidato a intendente. Desde entonces se dedica a la producción agraria.